# Karl Waldmann (Politiker)
Karl Wilhelm Waldmann (* 20. Juni 1889 in Tiefenbach; † 7. November 1969 in Stuttgart) war ein deutscher Politiker der NSDAP. Er war von 1932 bis 1933  Mitglied des württembergischen Landtags, 1933 Landtagspräsident und 1942 bis 1945 amtierender Leiter des württembergischen Finanzministeriums während der NS-Zeit.

## Persönliches
Karl Wilhelm Waldmann stammte aus einer evangelischen Bauernfamilie. Seine Eltern Georg Friedrich Waldmann und Eva Maria geborene Kochendörfer betrieben Landwirtschaft in Tiefenbach bei Crailsheim. Karl Waldmann heiratete am 29. Mai 1917 Else Greiner. Das Paar hatte einen Sohn. Im Jahre 1935 trat Waldmann aus der evangelischen Kirche aus.

## Beruflicher Werdegang
Karl Waldmann besuchte nach der Volksschule in Tiefenbach ab 1898 die Realschule in Crailsheim und erlangte dort 1904 die mittlere Reife. Im August 1904 trat er in die dortige Stadtverwaltung ein. Später wechselte er in die Verwaltung nach Ebersbach und bestand 1911 die Dienstprüfung für den gehoben mittleren Verwaltungsdienst. Im württembergischen Staatsdienst kam er in den Oberämtern Herrenberg, Gmünd, Waldsee, Ravensburg und Urach zum Einsatz. Während des Ersten Weltkriegs wurde er nicht zum Militärdienst herangezogen. Im Kriegsjahr 1917 erfolgte seine Ernennung zum Inspektor. Von 1919 bis 1921 arbeitete er bei der Landesgetreidestelle und wurde 1921 zum Oberinspektor befördert. Von 1921 bis 1933 war Waldmann im Landesgewerbeamt tätig.

## Politische Tätigkeiten
Waldmann ließ sich bereits in seinen frühen Erwachsenenjahren durch entsprechende Lektüre und Kontakte  antisemitisch beeinflussen. Im Jahre 1919 trat er für kurze Zeit der DDP bei, die er rasch wieder verließ, da er dort seinen Antisemitismus nicht zur Geltung bringen konnte. Waldmann wurde schon im Oktober 1925 Mitglied der NSDAP, obwohl er sich als Nichtkriegsteilnehmer nach eigenem Bekunden lange Zeit scheute, diesen Schritt zu wagen.
Nach Tätigkeiten als Schriftführer in der Gauleitung und als Gaugeschäftsleiter im Gau Württemberg-Hohenzollern trat er im Januar 1928 zunächst wieder aus der NSDAP aus und fast genau drei Jahre später erneut in die Partei ein. Im Laufe des Jahres 1931 wurde Waldmann kurzzeitig Leiter der NS-Beamtenschaft im Gau Württemberg-Hohenzollern. Bei den württembergischen Landtagswahlen am 24. April 1932 und am 5. März 1933 (eigentlich die Wahl zum 8. Reichstag) erreichte er jeweils ein Mandat für die NSDAP und wurde 1933 als Nachfolger von Jonathan Schmid Landtagspräsident. Der letzte württembergische Landtag trat jedoch nur einmal, am 8. Juni 1933, zusammen. Dabei wurde bei Stimmenthaltung der SPD ein Ermächtigungsgesetz für Württemberg verabschiedet, womit die NS-Diktatur auch in Württemberg formal legitimiert war.
Bereits am 30. März 1933 erfolgte Waldmanns Ernennung zum ehrenamtlichen Beirat des württembergischen Staatsministeriums, am 12. Mai 1933 zum Staatsrat und am 13. Juli 1933 zum Staatssekretär. In diesen Positionen war er persönlicher Referent des Reichsstatthalters Wilhelm Murr. Damit war Waldmann einer der einflussreichsten Politiker in Württemberg während der NS-Zeit. Zu einigen seiner Themenfelder gehörte zum Beispiel die Förderung des Bauerntums und der Ausbau des Neckars als Wasserstraße, später auch die demonstrative Unterdrückung der Kirchen. In seiner Schlüsselposition im württembergischen Staatsministerium musste Waldmann genaue Kenntnis haben über die vom Regime geplanten und begangenen Verbrechen.
Karl Waldmann gehörte zu jenem Typus von Nationalsozialisten, die weniger durch Fanatismus als durch sachliche Arbeit und ruhiges, besonnenes Erscheinen auffielen. Waldmann machte damit den Nationalsozialismus insbesondere im württembergischen Berufsbeamtentum salonfähig. Im November 1936 trat er in die SA ein und war seit Mai 1937 SA-Standartenführer und seit Januar 1942 SA-Oberführer. Bei der im März 1939 in Backnang stattfindenden Hauptversammlung des Schwäbischen Albvereins wurde Fischer vom neuen Vereinsvorsitzenden Georg Fahrbach in den Hauptausschuss berufen. Von 1939 bis 1940 war er Leiter der Wirtschaftsabteilung beim Chef der Zivilverwaltung der 7. Armee. Sodann war er von Juni 1940 bis April 1941 Kriegsverwaltungschef im nordwestfranzösischen Militärbezirk der Wehrmacht. Im April 1941 kehrte Waldmann in seine alte Position beim Stuttgarter Reichsstatthalter Murr zurück.
Vom 17. Februar 1942 bis zum Mai 1945 leitete Waldmann als Nachfolger von Alfred Dehlinger das württembergische Finanzministerium. Da einer Weisung gemäß neue Länderminister nicht mehr ernannt werden sollten, führte Waldmann das Ministerium offiziell unter seinem alten Titel als Staatssekretär. Im April 1945 verhinderte Waldmann mit Innenminister Jonathan Schmid und Oberbürgermeister Karl Strölin die vollständige Ausführung des sogenannten Nerobefehls in Stuttgart, wonach kurz vor der Einnahme der Stadt durch die Alliierten die Zerstörung der Brücken, der Wasserversorgung und der Elektrizitätswerke hätte erfolgen sollen. Die Sprengung der Stuttgarter Neckarbrücken durch die sich zurückziehenden deutschen Truppen konnte jedoch nicht abgewendet werden.

## Leben nach 1945
Mit dem Zusammenbruch des nationalsozialistischen Deutschen Reiches im Mai 1945 ging Waldmanns Laufbahn als Beamter zu Ende, welche 14 Jahre im Königreich Württemberg, 15 Jahre im Volksstaat Württemberg und 12 Jahre als aktiver Nationalsozialist umfasste. Nach seiner Verhaftung durch die Streitkräfte der Vereinigten Staaten in Schwäbisch Gmünd am 22. Juni 1945 wurde Waldmann von August 1945 bis Dezember 1947 in Ludwigsburg interniert. Aus gesundheitlichen Gründen aus der Internierungshaft entlassen, gelang ihm im Entnazifizierungsverfahren eine geschickte Verharmlosung seiner Rolle während der Zeit des Nationalsozialismus. Die Spruchkammer entschied am 4. September 1948, Waldmann als „Minderbelasteten“ einzustufen, obwohl Personen seiner Kategorie gewöhnlich als „Hauptschuldige“ anzusehen waren. Das Urteil war verbunden mit einem halben Jahr Haft auf Bewährung und der Auflage, die Verfahrenskosten zu tragen. In der Berufung vor der Zentralspruchkammer Nord-Württemberg wurde Waldmann am 10. Oktober 1949 schließlich nur noch als „Mitläufer“ eingestuft. Sogar die Verfahrenskosten wurden Waldmann am 20. Oktober 1950 vom Innenministerium des Landes Württemberg-Baden erlassen. Während der Jahre 1948 bis 1950 war Waldmann Angestellter beim Richard Boorberg Verlag, ehe er am 31. Januar 1950 in Pension ging.